# Jérôme Valcke
Pour les articles homonymes, voir Valcke.
Jérôme Valcke, né le 6 octobre 1960 à Paris, est un homme d'affaires et manager français, ex-secrétaire général de la Fédération internationale de football association (FIFA) entre 2007 en 2015. Il est démis de ses fonctions quelques mois après l'éclatement du scandale de corruption de la Fifa en 2015.

## Carrière
Sans formation ou diplôme, Jérôme Valcke commence son parcours professionnel comme agent de sécurité pour les convois officiels à la Préfecture de Police de Paris[réf. nécessaire].
Jérôme Valcke travaille comme journaliste à Canal+. En 1984, il y présente les journaux de la nuit avant d'intégrer le service des sports, où il fera une ascension étonnante. De 1991 à 1997, il occupe le poste de chef adjoint des sports. En 1997, il prend le poste de chef de la direction de la chaîne sportive Sport +, qu'il occupe jusqu'en 2002. De 2002 jusqu'en 2003, Valcke travaille pour l'agence de droits sportifs Sportfive, à son siège de Genève, en tant que Chief Operating Officer. 
Lors de l'été 2003, Valcke rejoint la FIFA à Zurich, et prend le poste de directeur du marketing et de la Télévision. Lors de la réunion du Comité exécutif de la FIFA le 27 juin 2007, Valcke est proposé au poste de secrétaire général, par le président Sepp Blatter, ayant été élu il succède à Urs Linsi, qui a démissionné le 11 juin 2007. 
Outre sa langue maternelle française, il parle anglais, allemand et espagnol. Il est désigné en 2013 pour animer le tirage au sort pour le Mondial 2014 au Brésil.
En 2012, lors de l’organisation de la Coupe du monde de la Fifa qui doit se dérouler en 2014 au Brésil, il déclare devant des journalistes présents à Rio de Janeiro :

« I’m sorry to say, and maybe I look a bit arrogant, but that’s something we will not negotiate. I mean, there will be and there must be as part of the law the fact that we have the right to sell beer. [Je suis désolé de le dire, au risque de paraître un peu arrogant, mais ce n’est pas quelque chose que nous négocierons. Il y aura, et il doit y avoir dans le cadre de la loi le fait que nous avons le droit de vendre de la bière.] »

En effet, afin d’être la bière officielle de la Coupe du monde, la compagnie Budweiser verse chaque année à la FIFA entre 15 et 25 millions de dollars mais depuis 2003 le gouvernement brésilien a interdit la vente d’alcool dans les stades pour des raisons de sécurité. La FIFA est finalement parvenue à faire changer la législation en matière de vente et de consommation d’alcool dans les enceintes sportives brésiliennes. Cette phrase a été commentée par John Oliver  dans son talk-show sur HBO, Last Week Tonight with John Oliver.
En 2013, il regrette les problèmes que les régimes démocratiques posent à l'organisation de compétitions de football et exprime sa préférence pour des régimes autoritaires : « Je vais dire quelque chose de fou, mais un moindre niveau de démocratie est parfois préférable pour organiser une Coupe du monde. Quand on a un homme fort à la tête d'un État qui peut décider, comme pourra peut-être le faire Poutine en 2018, c'est plus facile pour nous les organisateurs qu'avec un pays comme l'Allemagne où il faut négocier à plusieurs niveaux ».
Son nom est évoqué par le New York Times dans le cadre du scandale de corruption de la Fifa en 2015.
Le 17 septembre 2015,  la FIFA annonce dans un communiqué que Jérôme Valcke « est mis en congé et relevé de ses fonctions avec effet immédiat jusqu’à nouvel ordre ». La Fédération internationale a précisé qu'elle avait été « mise au courant d’une série d’allégations impliquant son secrétaire général » et qu'elle a « demandé une enquête de la Commission d’Ethique ». Il est suspendu douze ans de toute activité liée au football par la commission d'éthique le 12 février 2016.
Le 3 juin 2016, le bureau d'avocats Quinn Emanuel Urquhart & Sullivan, qui vérifie les comptes et l'administration de la FIFA révèle que Jérôme Valcke a fait partie des dirigeants de la FIFA ayant touché plus de 71 millions d'euros entre 2010 et 2015. Les documents ont été transmis à la justice suisse et américaine.

## Vie privée
En 2012, il se marie avec une Sud-Africaine et obtient également la nationalité sud-africaine.